# Стефан Йосифов
Стефан Йосифов Йосифов е български офицер, генерал-майор, участник в Сръбско-българската война (1885), дружинен командир в 41-ви пехотен полк през Балканската (1912 – 1913) и Междусъюзническата война (1913), командир на 32-ри пехотен загорски полк (1915 – 1917) и на 3-та бригада от 5-а пехотна дунавска дивизия през Първата световна война (1915 – 1918).

## Биография
Стефан Йосифов е роден на 10 март 1864 г. в Казанлък. На 3 септември 1883 г. постъпва на военна служба, а на 30 август 1885 г. завършва Военното на Негово Княжеско Височество училище, произведен е в чин подпоручик зачислен в пехотата. Взема участие в Сръбско-българската война (1885), през 1887 е произведен в чин поручик, а през 1890 в чин капитан. Служи в 10-и пехотен родопски полк и 3-ти пехотен бдински полк. През 1900 г. служи като командир на рота от 4-ти резервен полк, на 2 май 1901 е произведен в чин майор, а на 18 май 1906 г. в чин подполковник. През 1909 г. е помощник-командир на 11-и пехотен сливенски полк. Като подполковник е началник на 36-о полково военно окръжие.
Подполковник Йосифов взема участие в Балканската (1912 – 1913) и Междусъюзническата война (1913) като дружинен командир в 41-ви пехотен полк. На 18 май 1913 г. е произведен в чин полковник, а през януари 1915 г. е назначен за помощник-командир на 6-и пехотен търновски полк.
По време на Първата световна война (1915 – 1918) полковник Йосифов командва първоначално 32-ри пехотен загорски полк (1915 – 1917), като за тази служба през 1917 г. „за бойни отличия през войната“ съгласно заповед № 679 по Действащата армия е награден с Военен орден „За храброст“, III степен, 2 клас, след което е назначен за командир на 3-та бригада от 5-а пехотна дунавска дивизия, като за тази служба през 1921 г. „за бойни отличия през войната“ съгласно заповед № 255 по Министерството на войната е награден с Народен орден „За военна заслуга“, III степен с военно отличие. На 31 октомври 1918 е произведен в чин генерал-майор и уволнен от служба.
Умира на 26 май 1926 г. и е погребан в централните софийски гробища.
Генерал-майор Стефан Йосифов е женен и има 2 деца. Негов по-голям брат е подполковник Хараламби Йосифов (р. 1858), а по-малък – генерал-майор Димитър Йосифов (р. 1865).

## Военни звания
- Подпоручик (30 август 1885)
- Поручик (1887)
- Капитан (1890)
- Майор (2 май 1901)
- Подполковник (18 май 1906)
- Полковник (18 май 1913)
- Генерал-майор (31 октомври 1918)

## Образование
- Военно на Негово Княжеско Височество училище (до 1885)

## Награди
- Орден „Св. Александър“ V степен без мечове
- Военен орден „За храброст“, IV степен, 2 клас
- Орден „Св. Александър“ IV степен с мечове по средата
- Народен орден „За военна заслуга“ V степен на обикновена лента
- Военен орден „За храброст“, III степен, 2 клас (1917)
- Народен орден „За военна заслуга“, III степен с военно отличие (1921)
- Орден „За заслуга“ на обикновена лента
- Орден „За заслуга“ на военна лента